# Сивков, Иван Иванович
Ива́н Ива́нович Сивко́в (27 ноября 1922 года — 11 апреля 1996 года) — советский терапевт, член-корреспондент АМН СССР (1980), лауреат Государственной премии СССР. Заслуженный деятель науки РСФСР (1973).

## Биография
Иван Иванович Сивков родился в 1922 году в деревне Соседка Керенского уезда Пензенской губернии.
Окончил 1-ю среднюю школу в г. Нижний Ломов.
В 1949 году окончил 1-й ММИ им. И. М. Сеченова, после чего работал на кафедре факультетской терапевтической клиники; руководил ею В. Н. Виноградов.
- 1962 г. — профессор кафедры пропедевтической терапии 2-го лечебного факультета 1-го ММИ им. И. М. Сеченова,
- 1966 г. — заведующий кафедрой пропедевтической терапии 2-го лечебного факультета 1-го ММИ им. И. М. Сеченова.
- 1973 — написал монографию «Хроническая недостаточность кровообращения» (обобщение исследования патогенетических механизмов хронической застойной недостаточности кровообращения).

Скончался в 1996 году. Похоронен на Даниловском кладбище.

## Научная и общественная деятельность
Иван Иванович — автор более 130 научных работ, в том числе 4 монографий, посвящённых проблемам гастроэнтерологии и кардиологии.
Изучал роль хронического гастрита, язвенной болезни и полипоза желудка в развитии рака желудка, использовал метод гастроскопии для их диагностики.
Первым в СССР начал проводить (в условиях терапевтической клиники!) зондирование сердца и ангиокардиографию у больных с приобретёнными пороками сердца для выработки показаний к хирургическому лечению.
Также И. И. Сивков был главным редактором журнала «Советская медицина» и членом бюро Отделения клинической медицины АМН СССР.

### Публикации
- Сивков И. И. Ревматический митральный порок сердца (клиника, диагностика и показания к хирургическому лечению). Дис. докт[2]. М., 1962.
- Сивков И. И., Кукес В. Г., Каценович Р. А., Меньшиков В. В. Застойная недостаточность кровообращения. — Ташкент: Медицина УзССР, 1978.

## Личная жизнь
С 1971 года проживал в Землянском переулке (в 1954—1994 гг. — Ульяновский переулок), д. 3.

## Награды
- Лауреат Государственной премии СССР.
- 1977 — премия им. Г. Ф. Ланга АМН СССР.
- ордена:
  - Отечественной войны II степени,
  - «Знак Почета»,
- медали[какие?].

## Память
- Почётный гражданин города Нижний Ломов Пензенской области; звание присвоено в 1986 году[3].